# Heliospora longissima
Heliospora longissima is een soort in de taxonomische indeling van de Myzozoa, een stam van microscopische parasitaire dieren. Het organisme komt uit het geslacht Heliospora en behoort tot de familie Uradiophoridae. Heliospora longissima werd in 1848 ontdekt door von Siebold in von Kölliker.